# Проституция в Бразилии
Проституция в Бразилии является законной с точки зрения обмена секса за деньги, поскольку нет никаких законов, запрещающих взрослым быть профессиональными секс-работниками, но незаконно управлять публичным домом или нанимать секс-работников любым другим способом. Против уличных проституток используются законы об общественном порядке и бродяжничестве. Доступность проституток - это наиболее часто задаваемый термин в запросах с завершением слов при покупках в Google в Бразилии.[стиль]

## Уровень проституции
По данным ЮНЭЙДС в 2013 году, в Бразилии насчитывалось 546 848 проституток.
В стране широко распространена детская проституции, что представляет серьезную проблему. Считается, что в Бразилии самый высокий уровень торговли детьми в целях сексуальной эксплуатации после Таиланда, в которой, задействовано около 250 000 детей. Это явление тесно связано с высоким уровнем бедности и социальным неравенством стране. Согласно опубликованному отчету проекта «Защита», различные официальные источники согласны с тем, что от 250 000 до 500 000 детей работают проститутками.
Неправительственные организации и официальные лица сообщают, что некоторые полицейские игнорируют эксплуатацию детей в целях секс-торговли, покровительствуют публичным домам, грабят и нападают на женщин, занимающихся проституцией, препятствуя выявлению жертв секс-торговли.
Правительство Бразилии ведёт работу над пресечением детской проституции.

## Правовое регулирование
Сама по себе проституция в Бразилии является законной, поскольку нет законов, запрещающих секс-работу взрослых, но незаконно управлять борделем или нанимать сексуальных работников любым другим способом.
Незаконность домов такого типа - почти противоречие, учитывая, что большинство секс-работников не могут позволить себе работать автономно.
Дома терпимости могут быть незаконными, но в их работе в Бразилии нет ничего необычного. Большинство из них полны коррупции и сексуальной эксплуатации. Федеральный депутат Джин Уиллис представила в 2013 году проект закона Габриэлы Лейте:  проект, направленный на регулирование профессии и прав секс-работников.
Проект не только положит конец ужасным ситуациям, в которых находятся секс-работники, но и поможет избежать торговли детьми в целях сексуальной эксплуатации и торговли людьми для сексуальной эксплуатации. Закон Габриэлы Лейте также подчеркивает безотлагательность регулирования публичных домов и проводит четкое различие между сексуальными услугами и сексуальной эксплуатацией.
В 2002 году давление со стороны организации секс-работников Davida способствовало тому, что министерство труда Бразилии включило «секс-работника» в официальный список занятий. Профессиональный секс-бизнес никоим образом не регулируется (обязательные медицинские осмотры, лицензии и т. Д.), Но секс-работники и девушки по вызову могут вносить взносы в официальный государственный пенсионный фонд и получать пособия после выхода на пенсию.
Фернандо Габейра, основатель Зелёной партии, активно выступал за права секс-работников в Бразилии и внес в Конгресс закон о признании секс-работников профессией. Законопроект был отклонен в 2007 году.
Бразильские секс-работники выступили за отмену законов, криминализирующих содержание публичных домов и сутенерство. Эти преступления наказываются лишением свободы на срок от двух до пяти лет. Они требовали, чтобы они выплачивали социальные пособия и получали все льготы, как любой другой работник. Национальная сеть секс-профессионалов (Rede Brasileira de Prostitutas) была разгневана Пекинской (4-й) Международной конференцией по положению женщин за их осуждение проституции. Их лидер, бывшая проститутка и социолог Габриэла да Силва Лейте, сказала, что у нее были занятия с социологом Фернанду Энрики Кардозу в Университете Сан-Паулу, который позже стал президентом Бразилии.

### Сайт правительства
Правительственный веб-сайт, посвященный секс-работникам, Бразильское пособие Министерства труда и занятости по секс-профессионалам, в котором секс-работа описывается как труд, стали источником разногласий, причем некоторые обвиняли правительство в поощрении профессиональной секс-работы. Однако это вовсе не цель сайта. Скорее, сайт Министерства труда просто перечисляет все характеристики проституции как работы: то есть то, что проститутка обычно должна делать в процессе своей работы. Сайт никоим образом не поощряет и не «советует» о проституции.
В конце 2008 года пресса сообщила, что правительственный чиновник объявил, что сайт будет "приглушен" из-за критики со стороны СМИ. Профессор права Луис Флавио Гомес заявил газете O Globo в своем онлайн-выпуске, что «то, что находится на сайте, производит впечатление извинений за сексуальную эксплуатацию»".
«Профессионал секса» описывается следующим образом: «Они (сексуальные работники) работают по собственной инициативе, на улице, в барах, ночных клубах, отелях, в гавани, на шоссе и в гаримпо (местах поиска золота). Они действуют в различных условиях: на открытом воздухе, в закрытых помещениях и в транспортных средствах, в нерегулярном графике. При выполнении некоторых видов деятельности они могут подвергаться воздействию газов транспортных средств, плохой погоде, звуковому загрязнению и социальной дискриминации. По-прежнему существуют риски заражение ЗППП, плохое обращение, уличное насилие и смерть».

## История

### Проституция и рабство
После небольших успешных попыток с порабощенными индейцами в XVI веке португальцы начали ввоз черных африканцев в Бразилию. Рабы также должны были быть сексуально доступны своим владельцам, а также их надзирателям, друзьям, родственникам, посетителям, странствующим торговцам, купцам и другим людям. Оттуда был лишь небольшой шаг к проституции с порабощенными негритянками и мулатками, женщинами и девушками. Поскольку рабы считались вещами, а не людьми, подобными животным, они не были защищены никакими законами и могли использоваться почти без ограничений. Также не было ограничений на использование несовершеннолетних рабынь в публичных домах. Многие рабовладельцы также отправляли своих рабов на улицы, чтобы заработать деньги, продавая домашние сладости, небольшие продукты или услуги, и, как если бы это было самой естественной вещью в мире, они также использовали возможность украсить девочек несколькими красочными и золотыми лентами. Молодых рабынь и женщин отправляли либо работать в публичные дома, либо им приходилось предлагать себя у окон домов своих владельцев, либо они получали от своей хозяйки или хозяина паспорт, который позволял им ночевать на улице, а на рассвете они должны были вернуться на деньги, заработанные проституцией. Если оговоренная минимальная сумма не была достигнута, рабов подвергали обычным наказаниям .
До первой половины XIX века рабынь, предназначенных для проституции, покупали непосредственно у африканских торговцев. После прекращения официальной и легальной работорговли между Африкой и Америкой, рабыни поставлялись большими фазендами в Минас-Жерайс и на северо-востоке Бразилии в публичные дома и сутенерам. Сутенеры, часто бедные «цыгане» или мелкие преступники, достигли большого процветания и жили «в величайшем похотливом поведении среди множества своих молодых покорных черных секс-рабынь. Даже в частных объявлениях о продаже частных домашних рабынь часто совершенно беззастенчиво указывается на готовность и сексуальное подчинение «приличных» темнокожих и мулаток.
В XIX веке было четыре типа проституток. Во-первых, негритянки и мулатки, которые по приказу хозяина должны были быть проститутками. Часто им приходилось отдавать весь доход, некоторым разрешалось оставлять себе часть денег для поощрения, а другим приходилось приносить минимум денег каждый день, в противном случае их избивали или пытали. Вторую категорию составляли бедные свободные женщины, часто бывшие рабыни или их дочери, которые жили в жалких хижинах и там или на улице занимались проституцией себя и своих дочерей. Третья категория - девушки-иностранки, которых заманили или продали в Бразилию по ложным обещаниям. Хотя по закону они были свободными людьми, с ними обращались как с рабынями, заключали в бордели, навязывали им долговую кабалу, избивали и пытали, когда они не могли заработать достаточно денег, чтобы заплатить долги, высокие процентные ставки, арендную плату за их комнаты и другие затраты их жизни. Четвертую категорию составляли французские и другие куртизанки, которые жили в своих больших домах, владели экипажами и изысканными украшениями, часто посещали театры и другие социальные мероприятия.
Тот факт, что порабощенных девушек и женщин эксплуатировали в проституции без страданий[прояснить] и без защиты закона, также использовался в качестве аргумента в пользу аболиционизма, социального движения за отмену рабства в XIX веке. Lei do Ventre Livre («Закон свободной матки»), согласно которому дети рабов больше не были рабами сами, также постановил, что рабам разрешено копить деньги, которые их хозяин не мог произвольно отнять у них, и за которые они могли выкупить себя сами. В результате рабыням стало выгоднее заниматься проституцией, потому что таким образом они могли заработать себе чаевые. Запрещение заниматься проституцией обычно было слабым для рабынь, потому что они с детства узнали, что у них нет сексуального самоопределения, и они привыкли к изнасилованиям. Однако хранение и управление сбережениями раба было обязанностью владельца, и он мог попытаться манипулировать сбережениями и начислять затраты и штрафы, как это делают хитрые сутенеры. Были даже процессы, когда рабыни выступали против своих хозяев, когда женщинам часто приходилось доказывать с помощью клиентов, что они были «трудолюбивыми» и прилежными и имели множество клиентов, тем более, что указано в неправильной отчетности хозяина.
Хотя было несколько попыток запретить проституцию, против нее не было никаких законов. Иногда проституток обвиняли в бродяжничестве и провоцировании беспорядков.

### Пик проституции в начале 20 века
После официальной отмены рабства в Бразилии через Lei Aurea (Золотой закон) в 1888 году многие бывшие рабыни и их дочери или внучки пытались заработать немного денег в качестве проституток. Вдобавок все больше и больше импортировалось девушек из Европы, особенно из бедных регионов Востока, еврейских девушек, албанок, женщин и девушек из Габсбургской монархии, а также француженок и итальянок из-за более высоких требований. К этому периоду относятся романы известного бразильского писателя Жоржи Амаду, в которых часто бывает больше проституток, чем других женщин. 
Пик пришелся на 1930 год: бордели в Рио-де-Жанейро были известны во всем мире, бордель Casa Rosa сегодня является культурным центром.

### Еврейские проститутки в Бразилии
Еврейские проститутки - это особая глава в истории проституции в Бразилии. В 1867 году в порт Рио-де-Жанейро прибыли семьдесят евреек из Польши, которых привлекли ложные обещаниями и принудили к занятию проституцией. Как и последующих еврейских жертв из России, Литвы, Румынии, Австрии и даже Франции, их называли «Polacas» (польскими девушками). В последующие годы за ними последовали около 1200 женщин. Большинство из них были жертвами еврейской мафии сутенеров Цви Мигдаль. Их члены путешествовали по бедным городам Восточной Европы и представлялись как богатые бизнесмены из Латинской Америки, ищущие невест. На самом деле, это была торговля людьми. Женщины, поверившие своим обещаниям, стали секс-рабынями.
В 1931 году в Бразилии насчитывалось более 400 еврейских публичных домов. В 1936 году немецкий писатель Стефан Цвейг посетил знаменитый квартал красных фонарей Манге в Рио-де-Жанейро. Он описал в своем дневнике страдания этих женщин, но также отметил, что эти восточноевропейские еврейки обещали захватывающие и необычные извращения. Проститутки основали вторую еврейскую общину в Рио, с их собственным кладбищем и собственной синагогой, потому что проститутки были отвергнуты другими евреями. Там женщины отмечали еврейские праздники, хотя женской литургии в то время не было. Сутенеры были важными спонсорами еврейского театра. На премьерах роскошно одетые «Polacas» сидели в первых рядах и представлялись потенциальной клиентуре. Вторая мировая война положила конец торговле женщинами. Еврейские проститутки повлияли на культурную жизнь и артистическую сцену Рио. Они вдохновили музыкантов на многие композиции. В среднем женщинам было всего сорок лет. В Бразилии есть три кладбища еврейских проституток. В 1970 году последняя из заманиваемых в страну проституток была похоронена на кладбище еврейских проституток в Рио.
В 2007 году еврейская община Рио-де-Жанейро впервые задумала субботнюю церемонию для еврейских проституток, которая была разработана только женщинами. Торжество прошло не в синагоге, а в культурном центре района Лапа, но предубеждения в отношении этих женщин все еще существуют.

### В последние годы
Согласно опросу, проведенному в 1998 году (22 года назад), 64% населения считали профессиональный секс аморальным и его следует объявить незаконным, тогда как 29% считали его работой, как и любую другую. Пятьдесят девять процентов (64% женщин) считают, что секс-работники делают то, что они делают, потому что им это нравится.
В 2000-х годах секс-работница Бруна Сурфистинья, признающаяся в проституции, привлекла внимание СМИ своим блогом, где она рассказывала о своем опыте общения с клиентами. Она стала известной и написала автобиографическую книгу O Doce Veneno do Escorpião (Сан-Паулу, SP: Panda Books, 2005). Самым важным борцом за права проституток была проститутка Габриэла Лейте (1951–2013), которая возглавила кампанию по признанию секс-работников профессией, чтобы они получили доступ к пенсионной системе. Она является основателем Davida, организации по защите прав секс-работников. Есть несколько организаций, таких как "Rede brasileira de prostitutas" (Сеть бразильских проституток).
В штате Минас-Жерайс находится оживленная Апросмиг (Ассоциация проституток в штате Минас-Жерайс). Он стал известен благодаря ежегодным выборам Мисс Проститутка и организовал курсы английского языка для проституток перед чемпионатом мира по футболу 2014 года в Бразилии и летними Олимпийскими играми 2016 года. и доступ к страховке для секс-работников. По его инициативе проституткам, работающим на улицах, тоже можно платить безналично. В Апросмиге также есть небольшой секс-музей.
Граница между проститутками и не проститутками становится все более и более изменчивой, поскольку появляется все больше и больше возможностей и непрофессиональных проституток, которые предлагают свое тело только тогда, когда им нужны деньги или другие товары. Помимо классического секса на выживание, женщины и подростки предлагают секс, чтобы получить мобильный или другой продукт, заплатить свои долги или долги родителей или ищут нематериальных преимуществ. Женщины и девушки время от времени продают себя на улицах или пляже или вынуждены делать это своими партнерами, чтобы получить сумму для оплаты дополнительных расходов. Оральный секс не считается среди подростков настоящим сексом и, следовательно, не считается формой проституции. Хотя официальные оценки основаны на одном миллионе бразильских проституток, свободные ассоциации называют гораздо более высокие цифры. В ранее существовавшей сети Orkut до 30% всех опрошенных женщин и девочек в различных опросах заявили, что они уже оказывали сексуальные услуги за деньги или другие преимущества или товары. 10% опрошенных женщин проголосовали за первый оральный секс моложе 10 лет. Другая возможность, не считающаяся проституцией, - это работа веб-камерой в Интернете.
Наиболее известными районами коммерческого секса являются Vila Mimosa в Рио-де-Жанейро или Rua Augusta в Сан-Паулу. На Руа Гуайкурус в Белу-Оризонти, столице федерального штата Минас-Жерайс, сотни обнаженных или полуобнаженных девушек находятся в маленьких комнатах или перед ними, где их можно увидеть и связаться с проходящими через них мужчинами. этажи. Поэтому дома всегда кишат скользкими мужчинами, которые часто даже не хотят покупать секс, а ищут только бесплатные зрительные стимулы. Гонорары очень низкие, но, несмотря на большое количество проституток, многие девушки получают более 20 клиентов за 12-часовую смену. Проститутке нужно от четырех до пятнадцати клиентов, чтобы оплатить аренду комнаты. Комнаты маленькие, плохо вентилируемые, темные и почти без ванной.

## ВИЧ/СПИД
В 2003 году было подсчитано, что около 6% бразильских секс-работников были инфицированы ВИЧ. Габриэла Сильва Лейте, исполнительный директор Prostitution Civil Rights, говорит, что из-за информационных кампаний секс-работники широко используют презервативы.
В 2005 году правительство Бразилии отказалось от финансирования США по борьбе с ВИЧ/СПИДом на 40 миллионов долларов, поскольку правительство США потребовало от всех получателей подписания обязательства по борьбе с проституцией. Бразильская программа борьбы со СПИДом нанимает секс-работников для раздачи информации и бесплатных презервативов; Уполномоченный по СПИДу Бразилии Педро Чекер сказал: «Секс-работники участвуют в реализации нашей политики в отношении СПИДа и решают, как ее продвигать. Они наши партнеры. Как мы можем просить проституток занять позицию против самих себя?».
В статье The Washington Post говорится, что бразильская программа борьбы со СПИДом считается ООН наиболее успешной среди развивающихся стран.

## Секс-работники за границей
Большое количество бразильских секс-работников встречается в некоторых регионах Аргентины, Чили, Суринама, Уругвая, США и Западной Европы, включая Португалию, Испанию, Нидерланды и Великобританию.

## Секс-туризм
С сообщениями о бразильском карнавале и его полуголых танцовщицах, традиционно особенно мулатках, о самбе и трусиках, самом маленьком бикини в мире, которые доминировали на бразильских пляжах примерно с 1970 по 2010 год, туристов, ищущих сексуальные приключения, намеренно соблазняли в страну. С 1960-х по 1990-е годы в брошюрах туристических агентств почти всегда была изображена большая фотография неровных задниц бразильских мулатов на фоне живописных пляжных пейзажей. Из-за растущего понимания детской проституции реклама стала менее прямой, что не означает, что секс-туризм больше не существует. Однако правительство все больше разочаровывается тем фактом, что некоторые иностранные туристы едут в Бразилию для секс-туризма, включая детскую проституцию, и им удалось с начала 21-го века бороться с детской проституцией и частично смягчать ее последствия. века с кампаниями и усилением полицейского контроля.
Секс-туризм существует по всей стране, но он наиболее заметен в прибрежных курортных городах на северо-востоке, юге и юго-востоке, а также в основных туристических направлениях, таких как Рио-де-Жанейро и Форталеза, Сеара, а также в туристических зонах дикой природы в Пантанале и лесах Амазонии.
Исследование, проведенное в 2006 году Университетом Бразилиа, показало, что примерно четверть из 1514 туристических направлений, посещаемых гражданами, имела активный коммерческий рынок сексуальных услуг для детей и подростков, а также обнаружил, в сочетании с SEDH и ЮНИСЕФ, коммерческий секс с участием детей и подростков. примерно в одной шестой из 5 561 муниципалитета страны. В 2014 году английская неправительственная организация объявила, что будет размещать рекламу на британских рейсах в Бразилию, чтобы отговорить туристов платить за секс с детьми во время чемпионата мира по футболу.

## Торговля людьми
Бразилия является страной происхождения, транзита и назначения для женщин и детей, ставших жертвами торговли людьми в целях сексуальной эксплуатации. Бразильские женщины и дети эксплуатируются в целях сексуальной эксплуатации внутри страны. Бразильские женщины становятся жертвами торговли людьми за рубежом, особенно в Западной Европе и Китае. В Бразилии женщины и девушки из других стран Южной Америки, особенно Парагвая, подвергаются эксплуатации в целях сексуальной эксплуатации. Бразильские мужчины и бразильские трансгендеры подвергались эксплуатации в целях сексуальной эксплуатации в Испании и Италии.
Женщин вывозят со всех концов страны. Правительство сообщило, что маршруты незаконного оборота существуют во всех штатах и Федеральном округе. Национальное исследование торговли женщинами, детьми и подростками в целях сексуальной эксплуатации выявило 241 международный и национальный маршрут торговли людьми. Лица, используемые в схемах торговли людьми, обычно происходят из семей с низким доходом и обычно не окончили среднюю школу.
По оценкам, на Бразилию приходится 15% женщин, проданных в Южной Америке, подавляющее большинство из которых - выходцы с севера и северо-востока.
Управление Государственного департамента США по мониторингу и борьбе с торговлей людьми относит Бразилию к стране «Уровня 2».

#### Миграция, туризм и торговля людьми
- Adriana Gracia Piscitelli. Tropical sex in a European country: Brazilian women's migration to Italy in the frame of international sex tourism (Sexo tropical em um país europeu: migração de brasileiras para a Itália no marco do "turismo sexual" internacional) Estud. fem. vol.4 no.se Florianópolis 2008
- Blanchette, Thaddeus; Silva, Ana Paula. A mistura clássica: o apelo do Rio de Janeiro como destino para o turismo sexual. Rio de Janeiro: Leitura Crítica, 2004.
- Silva, Ana Paula da and Grupo Davida et al. Prostitutas, "traficadas" e pânicos morais: uma análise da produção de fatos em pesquisas sobre o "tráfico de seres humanos". Cad. Pagu [online]. 2005, n.25, pp. 153–184. (Prostitutes, victims of trafficking and moral panics: an analysis of how facts are produced in research regarding "trafficking of human beings")

#### Copacabana
- Silva A. P. da; Blanchette T. "Nossa Senhora da Help": sexo, turismo e deslocamentotransnacional em Copacabana. Cadernos Pagu, Campinas, n. 25, p. 249-280, 2005. (Our Lady of Help: Sex, Tourism and Transnational Displacement in Copacabana)
- Rio nightclub closure leaves prostitutes Helpless. Guardian August 2009
- It Was a Long Goodbye, But Help, Rio's Sex Temple, Is Closed. Brazzilmag Jan 7 2010
- Prostitutes Brazil

### Организации секс-работников
- Rede Brasileira de Prostitutas
- Davida Архивная копия от 29 января 2011 на Wayback Machine
- NEP (Núcleo de Estudos da Prostituição)